# Astanalanggar
Astanalanggar is een bestuurslaag in het regentschap Cirebon van de provincie West-Java, Indonesië. Astanalanggar telt 5389 inwoners (volkstelling 2010).